# Alexandra Tegleva
Alexandra Tegleva, född 1884, död 1955, var en rysk hovfunktionär. Hon var barnflicka till Nikolaj II:s barn. 
Tegleva tillhörde den adliga familjen Tegleva. Hon anställdes för att fungera som barnflicka för tsarbarnen och bodde hos tsarfamiljen i Alexanderpalatset. Hon fick hjälp i arbetet av sin tjänare Anna Yakovlevna Utkina. 
Efter ryska revolutionen tillhörde hon de medlemmar av personalen som följde med tsarfamiljen då de fördes till Tobolsk i augusti 1917. 
I april 1918 fördes tsarparet och deras dotter Maria separat till Ipatievhuset i Jekaterinburg. Tegleva stannade initialt kvar med de återstående tsarbarnen. Anna Demidova instruerade då Alexandra Tegleva, tjänsteflickan Elizaveta Ersberg och kammarjungfrun Maria Gustavna Tutelberg att sy in familjens smycken och juveler i flickornas kläder. När de återstående tsarbarnen fördes till Ipatievhuset i Jekaterinburg i maj, tilläts hon inte följa med dem. Tillsammans med flera andra medlemmar av personalen, bland dem Pierre Gilliard, Charles Sydney Gibbes och Sophie von Buxhoeveden levde hon länge i en gammal tågkupé i Jekaterinburg. 
Sedan vita armén hade erövrat Jekaterinburg under det ryska inbördeskriget, blev hon förhörd om tsarfamiljens sista tid. Hon gifte sig 1919 med sin kollega Pierre Gilliard, och flyttade 1920 med honom till Schweiz.